# Schlumbergera microsphaerica
Schlumbergera microsphaerica är en kaktusväxtart som först beskrevs av Karl Moritz Schumann, och fick sitt nu gällande namn av Hoevel. Schlumbergera microsphaerica ingår i släktet Schlumbergera och familjen kaktusväxter. Inga underarter finns listade i Catalogue of Life.

## Bildgalleri

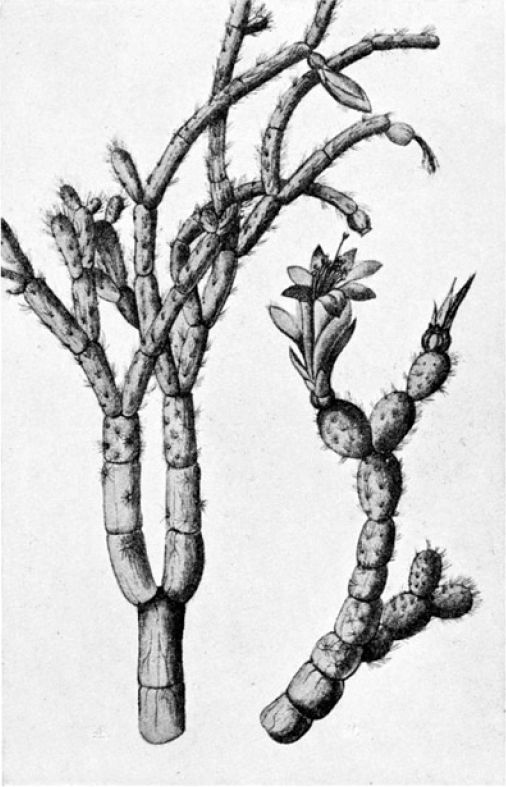